# انتخابات در بریتانیا
در بریتانیا پنج نوع انتخابات وجود دارد: انتخابات سراسری بریتانیا، انتخابات پارلمان‌ها و مجالس تفویضی، انتخابات محلی، انتخابات شهرداری‌ها و انتخابات کمیسر پلیس و جنایی. انتخابات در روز انتخابات که طبق قرارداد پنج‌شنبه است برگزار می‌گردند. پس از تصویب قانون «تثبیت دوره‌های پارلمانی» در ۲۰۱۱ برای انتخابات‌های سراسری، همهٔ انتخابات پس از گذشت یک دورهٔ ثابت برگزار می‌گردند. با این حال امکان برگزاری انتخابات زودهنگام و انتخابات پارلمان‌ها و مجالس تفویضی در وضعیت‌های خاص وجود دارد. هم‌اکنون شش نظام انتخاباتی در بریتانیا مورد کاربرد واقع شده: نظام نخست‌نفری، نظام کثرت چند عضوی، نظام نمایندگی تناسبی در لیست حزب، نظام  تک‌رأی انتقال‌پذیر، نظام سیستم اعضای اضافی، نظام رای تکمیلی.
انتخابات به شکل محلی اداره می‌شود؛ در هر حوزهٔ محلی رده‌پایین روند اصلی انتخابات توسط سرپرست انتخابات انجام می‌شود و نگهداری و گردآوری نام‌نویسی‌ها در انتخابات توسط افسر نام‌نویسی انتخابات. کمیسیون انتخابات تنها به تنظیم استانداردها و تهیهٔ راهکار برای سرپرست‌ها و افسران نام‌نویسی انتخابات می‌پردازد اما در سطح ملی مسئول ادارهٔ انتخابات می‌باشد. برای نمونه ثبت احزاب سیاسی و ادارهٔ همه‌پرسی‌های ملی از وظایف این کمیسیون است.

## نام‌نویسی در انتخابات
شمار همهٔ نام‌های بریتانیایی‌ها در فهرست‌های رأی‌دهندگان که در ۱ دسامبر ۲۰۱۰ چاپ شد و مبتنی بر تاریخ پایان نام‌نویسی در ۱۵ اکتبر ۲۰۱۰ بود برابر با ۴۵٬۸۴۴٬۶۹۱ نفر بود.

### صلاحیت نام‌نویسی رأی‌دهندگان
در انگلستان و ولز هر کس که در روز انتخابات ۱۸ سال یا بالاتر داشته باشد و تابعیت بریتانیا (اعم از هر گونه تابعیت به غیر از افراد تحت‌الحمایهٔ بریتانیا)، ایرلند شمالی، یکی از کشورهای مشترک‌المنافع (که شامل فیجی، زیمبابوه و تمام قبرس هم می‌شود) یا یکی از کشورهای اتحادیه اروپایی را داشته باشد می‌تواند به سرپرست نام‌نویسی انتخابات در یکی از بخش‌های بریتانیا که در آنجا ساکن است مراجعه کرده و برای رأی دادن در انتخابات نام‌نویسی نماید. از سکونت او باید مقدار معینی گذشته باشد و نام وی باید در فهرست افراد دارای حق رأی آن بخش قرار گرفته باشد.
در اسکاتلند هر کس که ۱۶ سال یا بالاتر داشته باشد می‌تواند برای رأی دادن نام‌نویسی کند زیرا سن رای‌دهی در انتخابات محلی و پارلمان اسکاتلند ۱۶ سال است. با این حال در اسکاتلند افرادی که کمتر از ۱۸ سال دارند نمی‌توانند در انتخابات اتحادیه اروپا یا انتخابات سراسری بریتانیا رأی بدهند.
هر کس که به‌طور اضطراری نشانی همیشگی خود را ترک کرده، می‌تواند برای رأی‌دهی در انتخابات نام‌نویسی کند. کسی که دو خانه دارد می‌تواند در هر دو نشانی برای رأی‌دهی نام‌نویسی کند.
در ایرلند شمالی تنها کسانی می‌توانند در انتخابات رأی بدهند که به علاوهٔ شروط سنی دست‌کم در سه ماه پیش از نام‌نویسی در آن منطقه ساکن بوده باشند.
بازداشتی‌ها، بیمارانی که به‌طور داوطلبانه در بیمارستان‌های روانی حضور دارند و افرادی که سکونتگاه ثابتی ندارند می‌توانند با اظهارنامهٔ وابستگی محلی برای رأی دادن در انتخابات نام‌نویسی کنند.
شهروندان بریتانیایی که خارج از این کشور زندگی می‌کنند در صورتی که پانزده سال از آخرین حضورشان پای صندوق نگذشته باشد، حق نام‌نویسی برای رأی‌دهی در انتخابات را دارند.
اعضای خانوادهٔ سلطنتی بریتانیا که در مجلس لردها عضو نیستند، می‌توانند رای بدهند، اما در عمل هیچ‌کدام از این حق استفاده نمی‌کنند.

### روند نام‌نویسی
بیشتر رای‌دهندگان در بریتانیای کبیر هنگام نام‌نویسی سالانه نام‌نویسی می‌شوند. این روند هر سال توسط مأموران نام‌نویسی انتخاباتی بین ماه‌های اوت و نوامبر انجام می‌شود. برگه‌های نام‌نویسی برای همهٔ منازل فرستاده می‌شوند و بازگرداندن آن‌ها اجباری است در غیر این صورت امکان جریمه به اندازهٔ ۱٬۰۰۰ پوند وجود دارد. یکی از اعضای خانوار باید جزئیات افرادی را که در منزل حق رای دارند در برگه وارد کند به این شکل که افرادی که خانه را ترک کرده‌اند یا به خانه اضافه شده‌اند را در آن وارد سازد.
از دسامبر تا اوت روند نام‌نویسی گردشی انجام می‌گیرد. هر فرد متقاضی باید ابتدا فرم را از مأمور نام‌نویسی یا وبسایت کمیسیون انتخابات دریافت کند و بعد آن‌ها را ارسال نماید. در این مرحله هر کس فقط می‌تواند اطلاعات خود را وارد کند و نمی‌تواند اطلاعات خانوار را در آن وارد سازد. هر چند نیازی به وارد کردن نشانی نیست اما مأمور نام‌نویسی اجازه دارد از متقاضیان درخواست اطلاعات بیشتر در خصوص سن، ملیت، وضعیت سکونت، صلاحیت رای‌دهی به همراه مدرک نماید. فرم‌های نام‌نویسی را می‌توان با پست، نمابر یا رایانامه (فرم اسکن‌شده) برای مأمور محلی نام‌نویسی انتخابات فرستاد.
دولت بریتانیا از ژوئن ۲۰۱۴ به این سو بر اساس سیاست دولت دیجیتال به رأی‌دهندگان در انگلستان و ولز اجازه داد تا به صورت مجازی نام‌نویسی کنند.
پس از دریافت برگه‌های درخواست توسط مأمور نام‌نویسی، وی باید نام آن‌ها را به فهرست اضافه کند (مگر این که آن‌ها خواستار نام‌نویسی به صورت ناشناس داده باشند.) فهرست یادشده برای ۵ روز کاری باز می‌ماند تا بازرسی کامل از آن صورت گیرد و دیگر متقاضیان می‌توانند به هر کدام از درخواست‌های وارد شده اعتراض کنند. مأمور نام‌نویسی می‌تواند در صورتی که درخواست فردی را مشکوک تشخیص داد جلسه‌ای با عنوان «کمیسیون درخواست» تشکیل دهد تا به دلایل متقاضی گوش دهد.
ایرلند شمالی نام‌نویسی سالانه ندارد و افراد می‌توانند شخصاً در طول سال برای رأی‌دهی در انتخابات نام‌نویسی کنند.
افرادی که در هر جای بریتانیا اطلاعات اشتباه برای مأمور نام‌نویسی بفرستند مجرم شناخته شده و در صورت محکومیت ۵٬۰۰۰ پوند جریمه شده یا به ۶ ماه حبس گرفتار می‌شوند.

### فهرست رای‌دهندگان
شورای بخش یا فرمانداری‌ها فهرستی از رای‌دهندگان دارند که توسط مأمور نام‌نویسی انتخابات تدوین و به‌روز می‌شود. این فهرست شامل نام، نشانی کامل، شمارهٔ هر رأی‌دهنده عادی، نام هر رأی‌دهندهٔ ویژه (مانند رأی‌دهندگان دولتی) و شمارهٔ هر رأی‌دهندهٔ ناشناس است. نام و تاریخ تولد همهٔ افرادی که هنوز به ۱۸ سال نرسیده‌اند نیز چاپ می‌شود. هر فهرست به چند بخش که شامل حوزه‌های رأی‌گیری جداگانه است تقسیم‌بندی می‌شود.
از آنجا که حق شرکت در انتخابات‌ها برای هر رأی‌دهنده متفاوت است، کنار نام هر نفر نشانهٔ ویژه‌ای قرار می‌گیرد تا روشن شود هر کس در کدام یک از انتخابات‌ها می‌تواند رأی بدهد. شهروندان اتحادیه اروپا که شهروند کشورهای مشترک‌المنافع یا ایرلند نیستند با علامت G نشانه‌گذاری می‌شوند. این نشانه بدان معنا است که ایشان تنها در انتخابات دولت‌های محلی اجازهٔ رأی‌دهی دارند. برای برخی نیز نشانهٔ K چاپ می‌شود که به معنی اجازهٔ رأی‌دهی در انتخابات پارلمان اتحادیه اروپا و انتخابات‌های دولت‌های محلی است. رأی‌دهندگان خارج از بریتانیا توسط F مشخص می‌شوند که به معنای اجازهٔ رأی‌دهی در انتخابات پارلمان اروپا و پارلمان بریتانیا است. نمایندگان مجلس لردها که در بریتانیا حضور دارند با حرف L نشانه‌گذاری می‌شوند که به معنی اجازهٔ رأی‌دهی در انتخابات پارلمان اروپا و انتخابات دولت‌های محلی است. اما نمایندگان مشابه آن‌ها که خارج از بریتانیا هستند با E نشانه‌گذاری می‌شوند که فقط به معنای اجازه رأی‌دهی در انتخابات پارلمان اروپا است.
فهرست رأی‌دهندگان، هر سال در روز ۱ دسامبر (۱۰ یا ۱۱ آذر) پس از دورهٔ نام‌نویسی گردشی منتشر می‌شود (مگر این که میان این دوره یعنی ۱ ژوئیه تا ۱ دسامبر انتخاباتی برگزار شود که در این صورت انتشار فهرست به ۱ فوریه سال بعد منتقل می‌شود).
دو نسخه از فهرست رأی‌دهندگان منتشر می‌شود: فهرست کامل و فهرست ویرایش‌شده. فهرست کامل را تنها می‌توان با نظارت مامور نام‌نویسی در دفتر کارش مورد ارزیابی قرار داد. این فهرست به رایگان در اختیار سرپرست انتخابات بخش، کتابخانه بریتانیا، کمیسیون انتخابات، دفتر آمار ملی (تنها برای فهرست‌های انگلستان و ولز)، دفتر نام‌نویسی کل اسکاتلند (فقط فهرست‌های مربوط به اسکاتلند)، کتابخانه ملی ولز (فقط فهرست‌های ولز و انگلستان)، کتابخانه ملی اسکاتلند (فقط فهرست‌های انگلستان و اسکاتلند) و کمیسیون‌های مرز حوزه‌های انتخابیه‌ی مربوطه ارائه می‌شود. فهرست ویرایش‌شده را می‌توان از طریق مأمور نام‌نویسی هر محل خریداری کرد و استفاده از آن برای هر مقصودی آزاد است. رأی‌دهندگان می‌توانند از مأمور نام‌نویسی محلی بخواهند نام آن‌ها را در فهرستی که برای عموم منتشر می‌شود نگنجاند.

## نظام حزبی

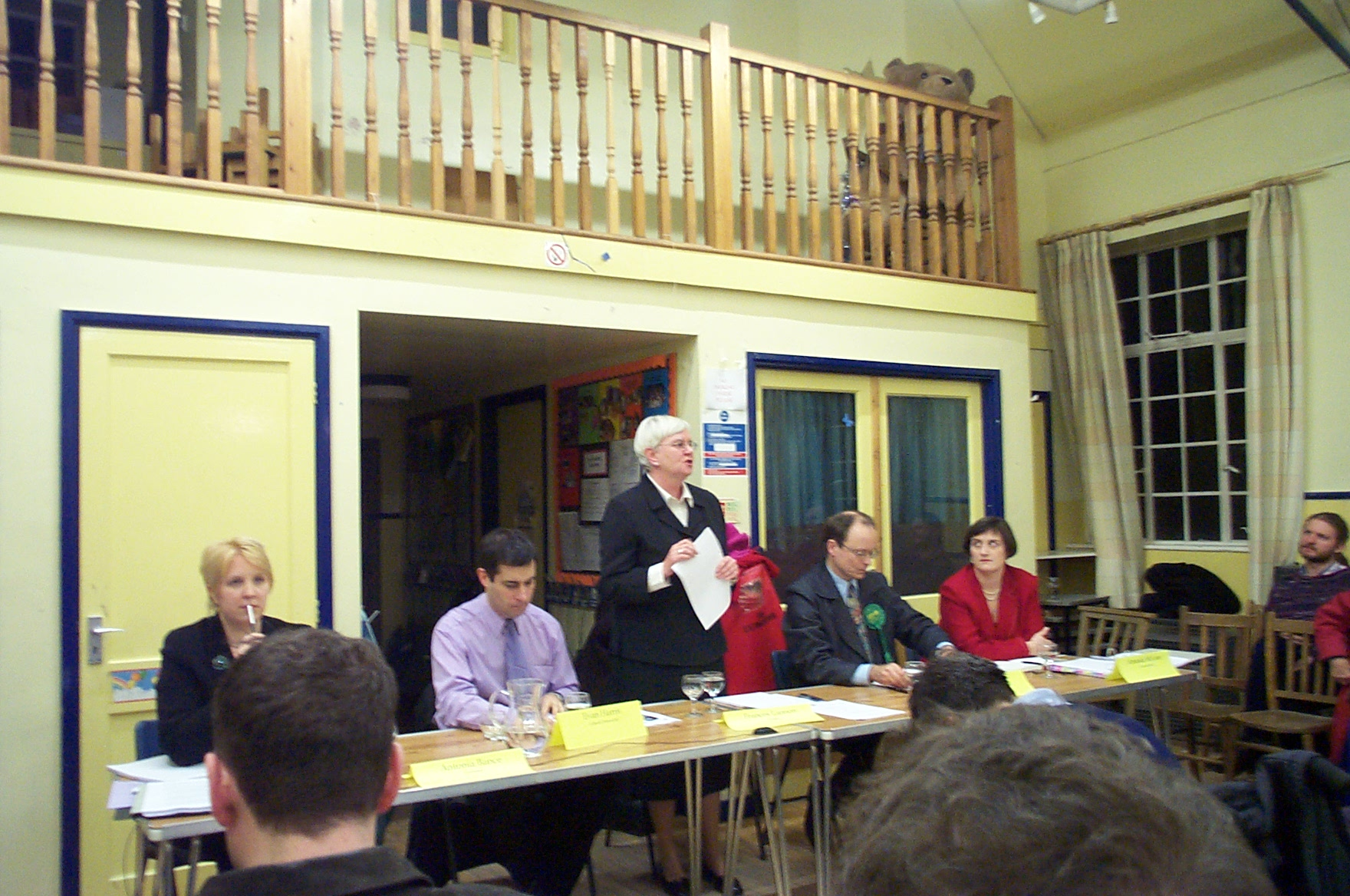
سخنرانی جهت تعیین نامزد در حوزهٔ انتخابیه آکسفورد وست و ابینگدون، انگلستان.

احزاب سیاسی، سازمان‌های مسلط بر نظام سیاسی نوین بریتانیا هستند. اغلب نامزدها به نمایندگی از احزاب با وزن‌های سیاسی متفاوت در انتخابات شرکت می‌کنند. همهٔ احزاب، فارغ از کوچکی یا بزرگی، باید توسط کمیسیون انتخابات ثبت شوند تا بتوانند در انتخابات فعالیت کرده و نامزد معرفی کنند. احزاب بریتانیا باید به شکل دوره‌ای کمک‌های مالی و وام‌های دریافتی و هزینه‌هایی که برای انتخابات ملی انجام داده‌اند را گزارش کنند. احزاب بزرگتر باید حساب‌های حسابرسی‌شدهٔ خود را سالانه تقدیم کنند. بسیاری از این احزاب یک رهبر دارند (اما برخی از آن‌ها یک یا چند «سخنگو» به جای رهبر معرفی می‌کنند). رهبران احزاب در انتخابات سراسری به عنوان نامزد آن حزب برای کسب مقام نخست‌وزیری به شمار می‌روند. این در حالی است که به‌طور رسمی سِمَت «نامزدی نخست‌وزیری» رسمیت ندارد زیرا نخست‌وزیر در این کشور توسط پادشاه منصوب می‌شود. هر گاه یک حزب توانست اعضای خود را به پارلمان، پارلمان‌های تفویضی یا شوراهای محلی بفرستد، تمام اعضا موضعی واحد اتخاذ می‌کنند و با استفاده از نظام whip (یا ناظم) از تفرقه جلوگیری کرده و نظم جمعی را برقرار می‌کنند.
بریتانیا در طول تاریخ (تا سال ۲۰۰۵ و البته به استثنای ۱۹۲۳) به خاطر بکارگیری نظام نخست‌نفری عملاً دارای نظام دوحزبی در انتخابات‌های سراسری و محلی بود. به نظر می‌رسد قانون دوورژه در تاریخ سیاسی پارلمان بریتانیا به اثبات رسیده است. بریتانیا پیش از جنگ جهانی اول واقعاً دارای نظام دوحزبی بود: احزاب اصلی عبارت بودند از توری‌ها (که بعدها حزب محافظه‌کار شدند) و ویگ‌ها (که بعدها حزب لیبرال شدند). هر چند این نکته را هم باید افزود که پس از رفع محدودیت‌های کاتولیک‌ها گرایش‌هایی به حزب پارلمانی ایرلند وجود داشت. پس از جنگ جهانی دوم حزب محافطه‌کار و حزب کارگر دو حزب مسلط بر سیاست بریتانیا شدند. هیچ حزبی در بریتانیا تا به حال حتی نتوانسته به شمار لازم برای کسب اکثریت در پارلمان دست یابد. پس از دهه ۱۹۸۰ احزاب سوم و کوچکتر همیشه توانسته‌اند ۲۰٪ آرا را به دست آورند. در ۲۰۰۵ حزب لیبرال دموکرات توانست ۶۲ کرسی از ۶۴۶ کرسی مجلس عوام را به دست آورد و باعث شد تا برخی از ناظران پارلمان وستمینیستر را با عنوان نظام «دو و نیم حزبی» خطاب کنند.
در انتخابات سراسری ۲۰۱۰ سهم دو حزب اصلی بریتانیا از آرا به ۶۵٪ سقوط کرد و کرسی‌های باقی‌مانده بین احزاب پرشمار و کوچک از قبیل احزاب ملی‌گرا تقسیم شد. در ۲۰۱۵ مناظره‌های تلویزیونی بین نامزدهای هفت حزب برگزار شد. در انتخابات سراسری، حزب ملی اسکاتلند (SNP) بیش از ۹۰٪ آرای حوزه‌های انتخابیهٔ اسکاتلند را برد و بدین ترتیب سومین حزب از حیث شمار کرسی‌ها در پارلمان بریتانیا شد. در همان زمان حزب استقلال پادشاهی متحد نزدیک به ۱۳٪ از کل آرای بریتانیا را به‌دست آورد (بیش از دو برابر سهم SNP در کل پادشاهی) و در نتیجه سومین حزب از لحاظ محبوبیت عمومی گردید اما در نهایت تنها یک کرسی در پارلمان به دست آورد. در عین حال لیبرال دموکرات‌ها همچنان با داشتن ۱۰۰ کرسی سومین حزب سیاسی در مجلس اعیان باقی ماندند.
در انتخابات‌هایی که از نظام تناسبی استفاده می‌کنند احزاب کوچکتر نسبت بالاتری از آرا و سهم بیشتر از کرسی‌ها را به دست می‌آورند. برخی از این انتخابات‌ها عبارتند از پارلمان اسکاتلند، مجلس ولز، مجلس ایرلند شمالی، شورای شهر لندن و پارلمان اروپا. احزابی چون پلاید کامری، حزب استقلال و احزاب سبز در این نوع انتخابات‌ها بهتر عمل می‌کنند در نتیجه می‌توان گفت که احتمال رسیدن به نظام چندحزبی وجود خواهد داشت.
ورود به انتخابات به شکل یک نامزد مستقل نسبتاً آسان است اما امکان برد به شدت کم است و نمونه‌های آن بسیار استثنایی است (برای مثال در ۱۹۹۷ مارتین بل در برابر نمایندهٔ محافظه‌کار بدنام‌شده‌ای به نام نیل همیلتون به پیروزی رسید. این پیروزی در حالی بود که احزاب اصلی کنار کشیده بودند و در انتخابات آن حوزه شرکت نکردند). در انتخابات سراسری ۲۰۰۵ سه نامزد مستقل انتخاب شدند که بالاترین رقم پس از ۱۹۴۵ بود. با این حال از این تعداد هم تنها یکی توانست بار دیگر در ۲۰۱۰ وارد پارلمان شود.

### گزینش نامزدهای پارلمان
تقریباً هر رأی‌دهنده‌ای که نام‌نویسی کرده باشد می‌تواند خود را به عنوان نامزد پارلمان مطرح سازد به شرط آن که بتواند برگهٔ نامزدی خود را به امضای ده رأی‌دهندهٔ دیگر از حوزهٔ انتخابیه‌ای که می‌خواهد از آنجا نماینده شود برساند. همچنین لازم است ۵۰۰ پوند سپرده در اختیار برگزارکنندگان انتخابات بگذارد. اگر وی بتواند ۵٪ از آرای حوزهٔ انتخابیه خود را به دست آورد مبلغ یادشده به وی باز گردانده می‌شود. گزینش نامزدها از سوی احزاب سیاسی وظیفهٔ اعضای آن‌ها است و هر حزب روند ویژه‌ای برای این کار دارد. نامزدهای هر حزب باید از سوی «مأمور نامزدیِ» حزب یا نمایندهٔ وی مجوز حضور در انتخابات را بگیرند. شرط لزوم اخذ مجوز از سوی حزب در سال ۱۹۹۸ برقرار شد تا بدین شیوه جلوی نامزدهایی که از توضیحات برگه‌های رأی برای گمراه ساختن رأی‌دهندگان و جا زدن خود به جای عضو حزبی که هیچ ارتباطی با آن نداشتند جلوگیری شود.
در حزب محافظه‌کار انجمن‌های حوزه‌های انتخابیه، گزینش نامزدها را به عهده دارند (با این حال برخی انجمن‌ها اقدام به برگزاری انتخابات مقدماتی پارلمانی برای گزینش نامزد کرده‌اند). انجمن‌ها باید نامزدها را بر اساس قواعدی که توسط کمیته نامزدهای هیأت امنای حزب محافظه‌کار تعیین شده گزینش کنند. این نامزدها درخواست خود را به دفتر مرکزی حزب می‌فرستند تا در فهرست نامزدهای تأییدشده قرار گیرند. حزب به برخی از این افراد اجازه می‌دهد حوزهٔ خود را انتخاب نمایند اما دیگران باید تنها در حوزه‌هایی که برایشان مشخص می‌شود شرکت کنند. یک نمایندهٔ محافظه‌کار پارلمان را تنها می‌توان در جلسهٔ ویژهٔ عمومی در انجمن حوزهٔ انتخابیه از نامزدی مجدد حذف کرد. این جلسه فقط با امضای ۵۰ تن از اعضای انجمن امکان برگزاری دارد.
در حزب کارگر، احزاب کارگر حوزه‌ای (CLP) نامزدهای انتخابات پارلمان را بر اساس روندی که هیأت رئیسه‌ٔ ملی (NEC) با آن موافق باشد بر می‌گزیند. این گزینش همیشه شامل برگهٔ «یک عضو، یک رأی» است به این شکل که همهٔ اعضای احزاب کارگر حوزه‌ای می‌توانند نامزدهای مورد علاقهٔ خود را از یک فهرست کوتاه انتخاب کنند. روش‌هایی که طبق آن‌ها نام‌های موجود در هر فهرست تهیه می‌شوند بنا بر ساختار هر حوزه، زمان باقی‌مانده تا آغاز انتخابات و شمار نامزدهایی که برای شرکت در انتخابات داوطلب می‌شوند متفاوت است. همهٔ نامزدها باید در مصاحبه‌ای که به وکالت از هیأت رئیسه ملی برگزار می‌شود شرکت کنند و از پس پرسش‌ها بر آیند. بسیاری از نامزدها این رویه را پیش از اعلام درخواست نامزدی طی می‌کنند، هر چند که ممکن است این مصاحبه پس از گزینش ایشان برگزار شود. اما هنگامی که یک نمایندهٔ پارلمان عضو حزب کارگر درخواست نامزدی مجدد می‌کند، روند دیگری طی می‌شود. در موارد بسیار اندکی پیش آمده که هیأت رئیسهٔ ملی از پشتیبانی یک نامزد (از جمله نمایندگان پارلمان) پس از طی روند گزینش عقب‌نشینی کند. این حزب از این اختیار خود هنگامی استفاده کرد که نام برخی از نمایندگان عضو آن در یک رسوایی مالی مطرح شد. لذا هیأت رئیسه پیش از انتخابات سراسری ۲۰۱۰ از حمایت مجدد از ایشان چشم پوشید.
لیبرال دموکرات‌ها برای گزینش نامزدهای خود، افراد داوطلب حزب را ارزیابی می‌کند. هر کس که بتواند وارد فهرست نهایی شود می‌تواند حوزهٔ انتخابیه خود را انتخاب کند. نامزد هر حوزه توسط اعضای محلی حزب در هر حوزه پس از برگزاری جلسات سخنرانی برگزیده می‌شود.
حزب استقلال پادشاهی متحد، حزب ملی اسکاتلند و پلاید کامری نامزدهای خود را همانند حزب لیبرال دموکرات انتخاب می‌کنند.
گزینش حزب سبز به روی همه باز است. فهرست‌های متقاضیان هر حوزه دستچین نشده و اعضای حزب حق دارند مستقیماً از فهرست کامل حوزهٔ خود نامزدی را برگزینند.

## روند رأی‌گیری
در بریتانیا هر کس در صورتی می‌تواند رأی بدهد که نامش در فهرست رأی‌دهندگان حوزهٔ انتخابیه ثبت شده باشد. اهمیت این مسئله تا حدی است که حتی اگر فردی صلاحیت شرکت در انتخابات را هم داشته باشد در صورت عدم نام‌نویسی نمی‌تواند در انتخابات شرکت کند. در صورتی که به سبب اشتباهات اداری نام کسی از فهرست رأی‌دهندگان جا مانده باشد، مأمور نام‌نویسی می‌تواند این فهرست را تا ساعت ۲۱ روز انتخابات اصلاح کند. از آن جا که حق رأی برای رأی‌دهندگان متفاوت است (برای مثال، شهروندان اتحادیه اروپا که شهروند کشورهای مشترک‌المنافع یا ایرلند نیستند نمی‌توانند در انتخابات پارلمانی بریتانیا شرکت کنند) برگه‌های رأی تنها پس از کنترلِ نشانه‌ای که در کنار نام فرد در فهرست رأی‌دهندگان قرار گرفته صادر می‌شوند.
مردم بریتانیا می‌توانند آرای خود را به صورت مستقیم به صندوق بیندازند یا آن را به پست بسپارند یا فرد دیگری را به عنوان وکیل خود تعیین کنند. شهروندان بریتانیا که خارج از این کشور هستند و به عنوان رأی‌دهندهٔ خارج از بریتانیا نام‌نویسی کرده‌اند نمی‌توانند در سفارت‌ها یا کنسولگری‌های این کشور رأی دهند. آن‌ها تنها می‌توانند رأی خود را از طریق حوزه‌ای در خاک بریتانیا که در آن نام‌نویسی کرده‌اند به صندوق بیندازند یا فردی را به عنوان وکیل خود برای انتخابات تعیین کنند یا رأی را از طریق پست بفرستند.

### رأی‌دهی حضوری
حوزه‌های رأی‌گیری در روز انتخابات معمولاً از ساعت ۷ تا ۲۲ باز هستند. رأی‌دهندگان یک کارت رأی از سرپرست انتخابات محلی دریافت می‌کنند که اطلاعات مکان رأی‌گیری در آن قید شده‌است. لازم نیست شهروندان موقع رأی دادن، کارت انتخابات یا هر گونه کارت شناسایی دیگر را در محل رأی‌گیری ارائه کنند مگر این که بخواهند به صورت ناشناس رأی دهند. تنها در ایرلند شمالی ارائهٔ یک کارت عکس‌دار شناسایی از قبیل کارت شناسایی الکترونیک، گواهینامه رانندگی یا پاسپورت اتحادیه اروپا در محل رأی‌گیری الزامی است.
سرپرست حوزه یا متصدی رأی‌گیری پس از بازبینی و خط زدن نام و نشانی فرد در فهرست رأی‌دهندگان، یک برگهٔ رأی صادر می‌کند و نام رأی‌دهنده را به همراه شمارهٔ انتخاباتی و کد حوزهٔ او  می‌خواند مگر آنکه وی به عنوان ناشناس نام‌نویسی کرده باشد که در آن صورت تنها شمارهٔ وی خوانده خواهد شد. همهٔ برگه‌های رأی دارای یک نشان رسمی و یک شمارهٔ مخصوص هستند. هر برگه‌ای که فاقد این شماره‌ها باشد هنگام شمارش باطل خواهد شد. سرپرست حوزه یا متصدی رأی‌گیری روی فهرست دیگری (که به آن فهرست شماره‌های متناظر می‌گویند) شمارهٔ رأی‌دهنده و شمارهٔ برگهٔ رأی وی را می‌نویسند. با این حال معمولاً اطلاعات افراد محرمانه باقی می‌ماند زیرا با پایان زمان رأی‌گیری این فهرست‌ها داخل پاکتی قرار گرفته و پاکت مهر و موم می‌شود. این پاکت تنها به حکم دادگاه و در صورتی که ایراداتی به انتخابات وارد شده باشد قابل بازشدن است. سپس برگهٔ رأی تا شده و به رأی‌دهنده داده می‌شود.
رأی‌دهنده در یک باجه ویژه رأی خود را علامت می‌زند. اگر برگهٔ رأی، مخدوش شده باشد، سرپرست حوزه یا متصدی رأی‌گیری می‌تواند برگهٔ دیگری به جای برگهٔ قبلی صادر کند. فرد پیش از آن که برگهٔ خود را به صندوق بیندازد باید نشان رسمی و شمارهٔ مخصوص پشت آن را به سرپرست حوزه یا متصدی رأی‌گیری نشان دهد.
اگر رأی‌دهنده‌ای درخواست برگهٔ رأی کرد اما مشخص شد که فرد دیگری به جای وی رأی داده یا نام وی به عنوان رأی‌دهندهٔ پستی ثبت شده، وی تنها می‌تواند برگهٔ رأی پیشنهادی به صندوق بیندازد. پس از آنکه فرد برگه‌اش را در خلوت پر کرد نباید آن را به صندوق بیندازد بلکه باید آن را به متصدی ارائه دهد تا وی آن را با نام، شمارهٔ انتخاباتی و کد حوزه مطابقت دهد و سپس آن را در پاکت ویژه‌ای قرار دهد. سپس نام و شمارهٔ انتخاباتی وی در «فهرست رأی‌دهندگان پیشنهادی» قرار می‌گیرد. هر چند که رأی این افراد در نهایت به حساب نمی‌آید اما این آرا سندی رسمی از شرکت آن‌ها در انتخابات و نگرانی آن‌ها پیرامون نتایج نهایی است. اگر یک رأی‌دهنده قصد ایراد شکایتی داشته باشد پر کردن یک برگه رأی پیشنهادی نخستین گام برای پیگیری روند شکایت است.
با پایان رأی‌گیری و پیش از آن که صندوق توسط سرپرست حوزه به محل مرکزی شمارش آرا برده شود، شکافِ صندوق توسط سرپرست حوزه یا متصدی صندوق مهر و موم می‌شود. دیگر مأموران انتخابات نیز می‌توانند مهر و موم خود را به صندوق بزنند.

### رأی‌دهی پستی
رأی‌دهندگان می‌توانند درخواست دریافت برگه‌های رأی پستی برای یک انتخابات یا تمام انتخابات‌ها تا اطلاع ثانوی را بدهند بدون این که لازم باشد توجیه خاصی برای عدم حضور پای صندوق بیاورند. تنها در ایرلند شمالی رأی‌دهندگان باید دلیل عدم تمایل به حضور فیزیکی پای صندوقی که به آن‌ها اختصاص داده شده را توضیح دهند. شهروندان تنها تا ساعت ۱۷، ۱۱ روز مانده به انتخابات می‌توانند درخواست خود را بفرستند. این آخرین زمانی است که سرپرست انتخابات فرصت دارد برگه‌های رأی پستی را برای متقاضیان بفرستد. امکان ارسال برگه‌های پستی برای هر کس در داخل یا خارج از بریتانیا وجود دارد. با این حال اگر متقاضی آدرسی به غیر از محل سکونت خود برای مأمور نام‌نویسی قید کرده باشد، باید دلیل آن را برای مأموران ذکر نماید.
رأی‌دهندگان پستی برگه‌های خود به همراه اظهاریهٔ رأی‌دهی پستی که در آن تاریخ تولد و امضای خود را گنجانده‌اند را بوسیلهٔ پست یا شخصاً به سرپرست انتخابات محلی بر می‌گردانند. آن‌ها همچنین می‌توانند در روز انتخابات شخصاً برگه‌هایشان را به سرپرست حوزه‌ای که در آن برای انتخابات نام‌نویسی کرده‌اند باز گردانند. اگر برگه‌ای پستی پس از پایان زمان انتخابات به دست سرپرست انتخابات یا سرپرست حوزه برسد شمرده نخواهد شد.

### رأی‌دهی نیابتی
هر کس که صلاحیت رأی دادن داشته باشد فارغ از این که نامش در فهرست رأی‌دهندگان ثبت شده باشد، می‌تواند از سوی فرد دیگری به عنوان نایب رأی دهد. نایب باید تا ساعت ۱۷ از ششمین روز پیش از انتخابات نسبت به فرستادن درخواست نیابت برای مأمور نام‌نویسی اقدام کند. نایب می‌تواند پای صندوق رأی حاضر شود یا درخواست برگهٔ رأی پستی نیابتی نماید. هر شخص در هر حوزهٔ انتخابیه می‌تواند در نهایت از طرف ۲ نفر دیگر رأی دهد مگر آن که شخص دیگری از اعضای نزدیک خانواده وی نیاز به نایب داشته باشد. اگر کسی بخواهد تقاضای رأی دادن از طریق نایب برای چند انتخابات را بدهد باید یک گواهی مبتنی بر یکی از این دلایل به همراه درخواست خود بفرستد: نابینایی؛ ناتوانایی‌های دیگر؛ اشتغال؛ حضور بر سر یک دورهٔ آموزشی؛ نام‌نویسی به عنوان خدمت دولتی؛ رأی‌دهندهٔ خارج از کشور یا ناشناس. اگر فردی بخواهد از طریق نایب تنها برای یک انتخابات رأی دهد لازم نیست گواهی بفرستد بلکه تنها لازم است دلیل خود را توضیح دهد. اگر رسیدن به حوزهٔ انتخابیه‌ای که فرد در آن نام‌نویسی کرده تنها از راه آبی یا هوایی ممکن باشد وی می‌تواند بدون گواهی و به‌طور دائمی درخواست نایب کند.

### تسهیلات
بنابر قانون همهٔ حوزه‌های رأی‌گیری باید دارای صندلی چرخدار باشند. همچنین این حوزه‌ها باید مجهز به دستگاه رأی‌دهی لمسی و دستکم یک نمونهٔ برجسته‌شده از برگهٔ رأی باشند تا افرادی که مشکلات بینایی دارند بتوانند به آسانی رأی دهند. هر چند در این برگهٔ برجسته نمی‌توان چیزی نوشت اما می‌توان از آن به عنوان راهنما استفاده کرد. افرادی که ناتوانی جسمی دارند می‌توانند از سرپرست حوزه درخواست کنند یکی از اعضای خانواده‌شان در حضور آن‌ها برگه را پر کند. اگر رأی‌دهنده نتواند وارد حوزه شود، سرپرست اجازه دارد برگه را برای وی به بیرون از سالن ببرد.
هر چند کمیسیون انتخابات فرم‌های نام‌نویسی انتخاباتی را به زبان‌های خارجی فراهم می‌کند اما طبق قانون همهٔ مواد رأی‌دهی (از جملهٔ برگه‌های رأی) باید فقط به زبان انگلیسی (و به زبان ولزی برای اهالی ولز) چاپ شوند.

## انتخابات سراسری

نتایج انتخابات‌های پارلمانی بریتانیا از ۱۹۵۰ تا ۲۰۱۷

انتخابات سراسری بریتانیا پس از انحلال پارلمان برگزار می‌شود. همهٔ نمایندگان مجلس عوام پارلمان بریتانیا انتخابی هستند. پس از تصویب قانون دوره‌های ثابت پارلمانی در ۲۰۱۱ دوره‌های پارلمانی دقیقاً پنج ساله شدند مگر این که این مجلس با اکثریت آرا به دلایل خاص زمان برگزاری یک انتخابات را تغییر دهد. انتخابات سراسری ۲۰۱۰ در ۶ مه ۲۰۱۰ برگزار شد. طبق این قانون انحلال پارلمان به شکل خودکار ۲۵ روز مانده به روز انتخابات رخ می‌دهد. در این مرحله تمام مسائل پارلمانی تعطیل شده و کشور تا پایان انتخابات چیزی به نام نماینده نخواهد داشت.
نامزدهای هر حوزه انتخابیه توسط احزاب سیاسی انتخاب می‌شوند یا به‌طور مستقل شرکت می‌کنند. تقریباً همهٔ نامزدهای پیروز در انتخابات عضو احزاب سیاسی هستند به جز یک بار که در سال ۲۰۱۰ از یک حوزه فردی به شکل مستقل انتخاب شد. هر حوزه یک نماینده را به شکل نخست‌نفری انتخاب می‌کند. در انتخابات سراسری ۲۰۰۵ شمار حوزه‌ها ۶۴۶ عدد بود و در نتیجه ۶۴۶ نماینده به پارلمان رفتند. در انتخابات ۲۰۱۰ شمار نمایندگان به ۶۵۰ تن رسید.
پس از انتخابات، حزبی که توانسته باشد اکثریت آرای پارلمانی را بدست آورَد (یعنی تعداد کرسی‌های آن بیش از جمع کرسی‌های همهٔ احزاب دیگر باشد) دولت را تشکیل خواهد داد. اگر هیچ حزبی نتواند این اکثریت را بدست آورد، احزاب می‌توانند با هم ائتلاف نمایند. در سال ۲۰۱۰ با این که محافظه‌کاران توانستند بیشترین شمار کرسی‌ها را بدست آورند، لیبرال دموکرات‌ها می‌توانستند به جای ائتلاف با آن‌ها با حزب کارگر (یا شاید دیگر احزاب کوچکتر) ائتلاف کنند و بدین ترتیب محافظه‌کاران روی کار نمی‌آمدند. در چنین اوضاعی احزاب کوچکتر قدرت قابل توجهی به دست می‌آورند: در اصل می‌توان گفت که نتیجهٔ نهایی انتخابات سراسری ۲۰۱۰ بریتانیا را، حزب لیبرال دموکرات تعیین کرد.
بزرگترین حزب خارج از دولت پس از هر انتخابات سراسری، حزب اپوزیسیون (به شکل رسمی: وفادارترین اپوزیسیون علیاحضرت) را تشکیل می‌دهد.

### زمان
پیش از برگزاری هر دور جدید از پارلمان باید یک انتخابات سراسری برگزار شود. از آن جا که طول هر دوره پنج سال است فاصله‌ی بین دو انتخابات سراسری نمی‌تواند بیش از طول مدت تبلیغات انتخاباتی بعلاوه‌ی زمان تشکیل پارلمان جدید روی هم باشد (معمولاً حدود چهار هفته). دوره‌ی پنج ساله از نخستین جلسه‌ی پارلمان جدید آغاز می‌شود.
دولت ائتلافی بریتانیا پس از انتخابات سراسری ۲۰۱۰ طرح تثبیت دوره‌های پارلمانی را به اجرا گذاشت که باعث شد. از همین رو انتخابات سراسری بعدی در ۷ مه ۲۰۱۵ برگزار شد و انتخابات‌های بعدی هر پنج سال در روز پنجشنبه اول مه برگزار خواهند شد. این طرح همچنین حاوی بندهایی دربارهٔ امکان انحلال پارلمان و برگزاری انتخابات زودهنگام در صورت عدم تشکیل دولت در فرصت ۱۴ روزه پس از رأی عدم اعتماد می‌باشد. همچنین بند دیگری در این قانون به نمایندگان اجازه داده تا در صورت رأی دو سوم از آنان در مجلس عوام، انتخابات زودهنگام برگزار گردد.
نخست‌وزیر از مقام پادشاهی می‌خواهد تا پارلمان را با اعلان ملوکانه منحل کند. این اعلان شامل دستوری مبنی بر چاپ احکام رسمی برای برگزاری انتخابات در هر حوزه است. بنابر قانون، انتخابات ۱۷ روز پس از اعلامیه‌ی شاه برگزار می‌شود.
از ۱۹۳۵ تمام انتخابات‌های سراسری در روز پنج‌شنبه برگزار شده‌است. از ۱۸ انتخابات سراسری که بین ۱۹۴۵ تا ۲۰۱۰ برگزار شد، پنج عدد در مه، چهار تا در ژوئن و اکتبر، دو تا در فوریه و یکی در مارس، آوریل و ژوئیه برگزار شدند.
دفتر کابینه بریتانیا وضعیت پرده را پیش از انتخابات برقرار می‌کند. وزارتخانه‌ها در این دوره که شش هفته طول می‌کشد اجازه ندارند با عموم پیرامون ابتکار عمل‌های جدید یا بحث‌برانگیز دولتی (مثل مدرنیزاسیون یا تغییرات اداری و قضایی) صحبت کنند. بدین صورت از تبلیغ برای حزب متبوع دولت مستقر جلوگیری می‌شود.

### پس از انتخابات
رأی‌گیری رأس ساعت ۱۰ شب (یا زمانی که صف افرادی که درون یا بیرون حوزهٔ انتخابیه پس از ساعت ۱۰ شب تمام شده باشد) پایان می‌یابد. مأموران سرپرست موظف هستند تا صندوق آرا را در حوزه‌های رأی‌گیری مهر و موم کنند و «بدون فوت وقت و مستقیماً» آن‌ها را به جایگاه مرکزی شمارش آرای حوزه‌ی انتخابیه منتقل نمایند. گفتنی است که نمایندگان نامزدها نیز می‌توانند مهر و موم خاص خود را به صندوق‌ها بزنند. سرپرستان حوزه‌ها موظف هستند «هر گونه تصمیم مقتضی برای آغاز شمارش ظرف ۴ ساعت پس از پایان زمان رأی‌گیری را اتخاذ کنند» (یعنی تا پیش از ساعت ۲ بامداد). در بسیاری از حوزه‌های انتخابیه به محض آنکه یک صندوق در مرکز شمارش توسط سرپرست حوزه دریافت می‌شود، مهر و موم صندوق‌ها برداشته شده و پس از خالی کردن آن‌ها، برگه‌های رأی بررسی شده و شمارش آغاز می‌گردد. بررسی برگه‌های رأی به‌شکل دستی صورت می‌گیرد. نامزدها یا نمایندگان ایشان می‌توانند بر شمارش آرا نظارت کنند.
نتایج انتخابات در هر حوزه توسط سرپرست آن حوزه اعلام می‌شود. نخستین دور اعلام نتایج معمولاً ساعت ۱۱ شب می‌باشد و بسیاری از حوزه‌ها تا ساعت ۳ یا ۴ بامداد نتایج خود را اعلام می‌کنند. برخی حوزه‌ها نتایج خود را تا اواسط روز آینده اعلام می‌کنند هر کس که در انتخابات برنده شده باشد، به محض اعلام نتایج توسط سرپرست حوزه، نماینده تلقی می‌شود.
هنگامی که همهٔ نتایج اعلام شدند یا زمانی که یک حزب توانسته باشد اکثریت مطلق کرسی‌ها در مجلس عوام را بدست آورد، نخستین پاسخ از سوی نخست‌وزیر وقت اعلام می‌شود. اگر حزب نخست‌وزیر توانسته باشد اکثریت مطلق را کسب کند این حزب می‌تواند بدون تأیید یا نصب مجدد در رأس دولت باقی بماند. اما اگر حزب دیگری توانسته باشد اکثریت کرسی‌ها را برنده شود، نخست‌وزیر استعفای خود را به پادشاه (یا ملکه) تقدیم خواهد کرد. سپس پادشاه، رهبر حزب برنده را مأمور به تشکیل دولت جدید می‌کند. نخست‌وزیر می‌تواند بدون آنکه اکثریت را داشته باشد تلاش کند در رأس حزب خود باقی بماند. پارلمان جدید با «سخنرانی ملکه» آغاز می‌شود. در این سخنرانی وی سرفصل‌های برنامه پیشنهادی دولت را قرائت می‌کند و نمایندگانِ مجلس عوام فرصت خواهند داشت با قبول یا رد سخنرانی ملکه، به دولت رأی اعتماد یا عدم اعتماد بدهند.
بر اساس آنچه تا بحال اتفاق افتاده و در غیاب یک اعتراض مکتوب قانون اساسی، پادشاه در تئوری حق دارد نخست‌وزیر مستقر را برکنار کرده و بدنبال فرد دیگری به جای او برود. با اینحال این مسأله از زمان برکناری لرد ملبورن در سال ۱۸۳۴ رخ نداده و در صورت تکرار احتمال دارد یک بحران قانون اساسی شبیه به آنچه در سال ۱۹۷۵ در استرالیا روی داد به‌وجود آید.
ادوارد هیت در سال ۱۹۷۴، گوردون براون در ۲۰۱۰ و ترزا می در ۲۰۱۷، آخرین نخست‌وزیرانی بودند که نتوانستند اکثریت را برنده شوند و تصمیم گرفتند استعفا ندهند. در سال ۱۹۷۴ پس از آنکه مذاکره با حزب لیبرال برای تشکیل یک ائتلاف به شکست انجامید، هیت استعفا داد و ملکه الیزابت دوم اجازه پیدا کرد هارولد ویلسون رهبر حزب کارگر را مأمور به تشکیل دولت نو کند. تا زمانی که نخست‌وزیر با تصمیم به ماندن یا استعفا واکنشی به نتایج انتخابات نداده باشد، پادشاه نقشی پیدا نخواهد کرد. پادشاه تنها در صورتی می‌تواند شخصی را مجاز به تشکیل دولت کند که نخست‌وزیر وقت استعفا داده باشد.
بزرگترین حزب خارج از دولت (از لحاظ تعداد کرسی‌ها) به‌طور رسمی «حزب اپوزیسیون» خوانده می‌شود. تمام احزاب کوچکتری که در دولت حضور ندارند «اپوزیسیون» خوانده می‌شوند.
در صورتی که یک نخست‌وزیر پس از انتخابات در قدرت باقی بماند، می‌تواند دست به تغییر گسترده یا جزئی در کابینه بزند. گفتنی است که نخست‌وزیر هر وقت دیگری هم که خواست می‌تواند نسبت به انجام این تغییرات اقدام کند. در صورتی که یکی از اعضای پارلمان به دلیل مرگ، ترفیع به درجه لردی یا استعفا از فهرست اعضای این مجلس حذف شود، انتخابات میان‌دوره‌ای برگزار خواهد شد. تاریخ برگزاری این انتخابات به صورت خودکار پیش‌بینی نشده و می‌توان آن را تا ماه‌ها پس از حذف یک نماینده عقب انداخت. حتی در صورتی که انتخابات سراسری نزدیک باشد، می‌توان برگزاری این انتخابات در حوزهٔ مربوطه را لغو کرد.

## انتخابات پارلمان اروپا
انتخابات پارلمان اروپا از سال ۱۹۷۹ یعنی از نخستین سالی که قرار شد اعضای این پارلمان توسط مردم انتخاب شوند در بریتانیا برگزار شد. انتخاب اعضای این پارلمان میان سال‌های ۱۹۷۳ تا ۱۹۷۹ بر عهدهٔ پارلمان‌های کشورهای عضو بود. هم‌اکنون پادشاهی متحد بریتانیا ۷۳ عضو در این اتحادیه دارد. این انتخابات هر پنج سال انجام می‌شود و از لحاظ اجرایی دو تفاوت اساسی با انتخابات سراسری دارد؛ نخست اینکه شهروندان اتحادیه اروپا شامل ایرلند، مالت و قبرس صلاحیت رأی دادن در آن را دارند و دوم اینکه این تنها انتخابات در سطح ملی است که با استفاده از نمایندگی تناسبی اجرا می‌شود.
از سال ۱۹۹۹ اعضای پارلمان اروپا که به نمایندگی از انگلستان، اسکاتلند و ولز در این پارلمان حضور می‌یابند در حوزه‌های انتخابیه‌ی محلی و از طریق فهرست‌هایی که احزاب ارائه می‌دهند (نظام فهرست بسته) انتخاب می‌شوند. اما در ایرلند شمالی برای این انتخابات از سال ۱۹۷۹ تاکنون از نظام تک‌رأی انتقال‌پذیر استفاده می‌شده‌است.
بکارگیری نظام نمایندگی تناسبی تا حد زیادی به احزاب کوچکتر اجازه عرض اندام داده است. تا سال ۱۹۹۹ در این انتخابات هم از روش نخست‌نفری استفاده می‌شد و به همین دلیل احزابی که به طور کلی رأی زیادی دارند اما آرای آنها از لحاظ جغرافیایی پراکنده است نمی‌توانستند صاحب هیچ کرسی‌ای در اتحادیه اروپا شوند. برای مثال حزب سبز در انتخابات ۱۹۸۹ توانست ۲٬۲۹۲٬۷۱۸ رأی به دست آورد که شامل ۱۵٪ از کل آرا بود اما با این حال حتی یک کرسی هم به دست نیاورد. تغییر قانون انتخابات پارلمان اروپا در سال ۱۹۹۹ باعث شد این نظام برای نخستین بار تغییر یابد.
پادشاهی متحد بریتانیا از سال ۱۹۷۹ تا ۱۹۸۹ دارای ۸۱ نماینده در پارلمان اروپا بود (۷۸ نفر برای انگلستان، ولز و اسکاتلند و ۳ نفر برای  ایرلند شمالی). قانون انتخابات پارلمان اروپا مصوب ۱۹۹۳ کرسی‌های این کشور را به ۸۷ عدد افزایش داد به این شکل که پنج کرسی به انگلستان و یک کرسی به ولز اضافه شد. این عدد در انتخابات ۲۰۰۴ به ۷۸ و در انتخابات ۲۰۰۹ به ۷۲ کاهش یافت اما در طول پارلمان ۲۰۰۹-۲۰۱۴ به ۷۳ عدد افزایش پیدا کرد. این عدد در ۲۰۱۴ نیز همین مقدار باقی ماند.
پادشاهی متحد برای این انتخابات به دوازده حوزهٔ انتخابیه تقسیم می‌شود. ۳ حوزه برای اسکاتلند، ولز و ایرلند شمالی و ۹ حوزه برای انگلستان.

### توزیع کرسی‌های پارلمان اروپا در بریتانیا

حوزه‌های انتخابیهٔ پارلمان اروپا در کشور پادشاهی متحد (از سال ۲۰۰۴).

پادشاهی متحد بریتانیا به دوازده حوزه انتخابیه تقسیم شده است. آن‌ها در واقع مشتمل بر ۳ ملت (اسکاتلند، ولز و ایرلند شمالی) و ۹ ناحیه در انگلستان هستند که جمعاً ۷۳ کرسی پارلمان اروپا میان آن‌ها توزیع شده است. کمیسیون انتخاباتی تعداد کرسی‌های هر حوزه را بر اساس جمعیت تعیین می‌کند. آخرین باری که کمیسیون مذکور در تعداد کرسی‌ها تجدید نظر کرد مربوط به سال ۲۰۱۱ میلادی است که طی آن منطقه میدلندز غربی یک کرسی اضافی به دست آورد.
جدول زیر شامل توزیع منطقه‌ای کرسی‌های انتخاباتی است.
| حوزهٔ انتخابی        | شمار کرسی‌ها |
| ------------------- | ----------- |
| میدلندز شرقی        | ۵           |
| شرق انگلستان        | ۷           |
| لندن                | ۸           |
| شمال شرقی انگلستان  | ۳           |
| شمال غربی انگلستان  | ۸           |
| جنوب شرقی انگلستان  | ۱۰          |
| جنوب غربی انگلستان۱ | ۶           |
| میدلندز غربی        | ۷           |
| یورک‌شر و هامبر      | ۶           |
| ولز                 | ۴           |
| اسکاتلند            | ۶           |
| ایرلند شمالی        | ۳           |

۱ جبل‌الطارق را هم شامل می‌شود. جبل‌الطارق تنها سرزمین فرادریایی بریتانیا است که عضو اتحادیه اروپا می‌باشد.

## انتخابات پارلمان‌ها و مجالس تفویضی

### انتخابات پارلمان اسکاتلند
انتخابات پارلمان اسکاتلند هر چهار سال انجام می‌شود. نظام تک‌مجلسی اسکاتلند به موجب قانون اسکاتلند در ۱۹۹۸ به تصویب پارلمان بریتانیا رسید و و نخستین دور از انتخابات آن در سال ۱۹۹۹ انجام شد. ورود به پارلمان اسکاتلند با استفاده از روش عضو اضافی (Additional Member system) امکان‌پذیر است که در واقع ترکیبی از single member plurality و party list است.

### انتخابات مجلس ولز
انتخابات مجلس شورای ملی ولز معمولاً هر چهار سال یک بار انجام می‌شود. نظام تک‌مجلسی ولز به موجب قانون دولت ولز در سال ۱۹۹۸ تشکیل شد. نمایندگان این مجلس با استفاده از روش عضو اضافی (Additional Member system) که در اینجا ترکیبی از روش single member plurality و نمایندگی تناسبی است انتخاب می‌شوند.

### انتخابات مجلس ایرلند شمالی
انتخابات مجلس ایرلند شمالی هر چهار سال در نخستین پنج‌شنبهٔ ماه مه انجام می‌شود. این مجلس بواسطهٔ تصویب قانون ایرلند شمالی در سال ۱۹۹۸ به وجود آمد. روش انتخاباتی که در این انتخابات به کار گرفته می‌شود روش تک‌رأی انتقال‌پذیر است. رأی‌دهندگان در این روش نامزدهای موجود را بر اساس میزان ترجیح بر دیگر نامزدها رتبه‌بندی می‌کنند. این نظام انتخاباتی به این دلیل برگزیده شده تا نمایندگان کافی و متناسب با همهٔ فرقه‌های مختلف این ناحیه انتخاب شوند. انتخابات مجلس ایرلند شمالی حتی میان سال‌های ۲۰۰۲ تا ۲۰۰۷ که این مجلس تعلیق شده بود نیز برگزار شد.

## انتخابات‌های محلی و منطقه‌ای
در انتخابات‌های محلی پادشاهی متحد اعضای شوراهای محلی برگزیده می‌شوند. در بریتانیا چند لایه از شوراهای محلی وجود دارد. این لایه‌ها عبارتند از: منطقه، شهرستان، بارو، شهرک/محله مدنی. برای انتخابات اعضای این شوراها ترکیبی از نظام‌های انتخاباتی استفاده می‌شود. در ایرلند شمالی و اسکاتلند از روش تک‌رأی انتقال‌پذیر استفاده می‌شود. اما در ولز و بیشتر مناطق انگلستان، روش نخست‌نفری به کار گرفته می‌شود. باقی مناطق انگلستان (از جمله منطقه‌های لندن) و ولز از نظام رأی دسته‌جمعی استفاده می‌کنند به جز انتخابات شهردار و شورای منطقهٔ لندن بزرگ.
لندن تنها منطقهٔ انگلستان است که دولت محلی آن به شکل مستقیم انتخاب می‌شود. انتخابات شورای شهر لندن از سال ۲۰۰۰ آغاز شد. برای ورود به این شورا از نظام Additional Member System استفاده می‌شود. شهردار با روش Supplementary Vote انتخاب می‌گردد.
هر ساله انتخابات‌های محلی در بخش‌های مختلف کشور برگزار می‌شوند. معمولاً انتخابات‌های محلی در نخستین پنج‌شنبهٔ ماه مه انجام می‌گیرند. معمول است در سال‌هایی که انتخابات سراسری برگزار می‌شود، هر دو انتخابات در یک روز انجام گیرند. در سال ۲۰۰۴ برای نخستین بار انتخابات محلی در همان روزی برگزار شد که انتخابات پارلمان اروپا، شهرداری و شورای شهر لندن واقع شده بودند. در بریتانیا به آن روز صفت اَبَرپنج‌شنبه (Super Thursday) داده‌اند.
در انتخابات‌های محلی بر خلاف انتخابات سراسری هیچ الزام قانونی مبنی بر زمان آغاز شمارش آرا پس از بسته شدن حوزه‌های رأی‌گیری وجود ندارد. از این رو برخی از رؤسای حوزه‌ها تصمیم می‌گیرند پس از پایان رأی‌گیری جعبه‌های رأی‌گیری را مهروموم کرده و شمارش را در روز بعد آغاز کنند. با این حال با آغاز مرحلهٔ شمارش آرا، رئیس حوزه باید تا جای ممکن در میان ساعات ۹ صبح تا ۷ بعد از ظهر شمارش را بی‌وقفه (با احتساب زمان استراحت) ادامه دهد. تعرفه‌های رأی به شکل دستی بررسی و شمرده می‌شوند. تنها تعرفه‌های انتخابات شهرداری و شورای شهر لندن با استفاده از اسکنرهای نوری بررسی و شمارش می‌شوند.

## کمیسر پلیس و جرم
انگلستان و ولز از سال ۲۰۱۲ انتخابات‌هایی برای گزینش ریاست (کمیسر) پلیس و مبارزه با جرم انتخاب می‌کنند. آخرین انتخابات آن در مه ۲۰۱۶ انجام شد. پست کمیسر پلیس را نباید با درجهٔ کمیسری پلیس اشتباه گرفت. فردی که به ریاست این پست انتخاب می‌شود درجهٔ پلیسی ندارد.